# Нова Укта
Нова Укта (пол. Nowa Ukta, нім. Neu Ukta) — село в Польщі, у гміні Руцяне-Нида Піського повіту Вармінсько-Мазурського воєводства.
Населення — 153 особи (2011).
У 1975-1998 роках село належало до Сувальського воєводства.

## Демографія
Демографічна структура станом на 31 березня 2011 року:
|          | Загалом | Допрацездатний вік | Працездатний вік | Постпрацездатний вік |
| -------- | ------- | ------------------ | ---------------- | -------------------- |
| Чоловіки | 79      | 16                 | 56               | 7                    |
| Жінки    | 74      | 17                 | 47               | 10                   |
| Разом    | 153     | 33                 | 103              | 17                   |